# کاتلین وین
کاتلین او'دی وین (به انگلیسی: Kathleen O'Day Wynne) (زادهٔ ۲۱ مه ۱۹۵۳) سیاست‌مدار کانادایی از استان انتاریو است. او نخست‌وزیر پیشین و ۲۵مین نخست‌وزیر انتاریو است که عضو مجمع قانون‌گذاری انتاریو نیز به‌شمار می‌آید. وین نخستین زنی است که توسط انتخابات به صورت مستقیم به نخست‌وزیری می‌رسد. او همچنین نخستین نخست‌وزیر همجنسگرای آشکار در کانادا است.

## زندگی‌نامه
کاتلین وین در تورنتو به دنیا آمد و در منطقه ریچموند هیل بزرگ شد. او مدرک کارشناسی هنر خود را از دانشگاه کویینز و کارشناسی ارشدش را در زمینه زبان‌شناسی از دانشگاه تورنتو گرفت. او دومین مدرک کارشناسی ارشد خود را در زمینه آموزش بزرگ‌سالان از مؤسسه بررسی‌های آموزشی انتاریو (دانشگاه تورنتو) گرفت.
وین در سن ۳۷ سالگی آشکارسازی کرد و اعلام کرد که لزبین است. او در سال ۲۰۰۰ برای بار دوم (پس از یک شکست در سال ۱۹۹۴) در انتخابات شورای مدرسه‌های محلی تورنتو شرکت کرد و توانست به آن شورا راه باید. او در سال ۲۰۰۱ به تصویب برنامه‌ای برای خرید محصولاتی که دانش‌آموزان را در شناخت بهتر والدین همجنسگرا یاری می‌رساند، کمک کرد.
کاتلین وین در انتخابات استانی سال ۲۰۰۳ توانست دیوید ترنبول، وزیر دولت محافظه‌کار، را شکست دهد و به مجلس محلی راه یابد. در آن انتخابات لیبرال‌ها برنده شدند و وین به عنوان معاون وزیر آموزش، کالج‌ها، و دانشگاه‌ها منصوب شد. در سال ۲۰۰۶ نیز در پی یک جابجایی در کابینه دولت استانی، وین به عنوان وزیر آموزش برگزیده شد.
وین در ژانویه ۲۰۱۳ به عنوان رهبر حزب لیبرال انتاریو برگزیده شد و در انتخابات استانی ژوئن ۲۰۱۴ توانست با به دست آوردن بالاترین آرا برای حزب خود، به عنوان نخستین نخست‌وزیر زن انتخاب شده توسط روند انتخاباتی در کانادا (و نه توسط روند پارلمانی) به قدرت برسد و دولت اکثریت را تشکیل دهد. او سه فرزند دارد و با همسر خود، جین راونت‌ویت، در شمال تورنتو زندگی می‌کند.